# Mascalucia
Mascalucia es una localidad italiana de la provincia de Catania , región de Sicilia, con 27.987 habitantes.

Ubicación de la ciudad de Mascalucia dentro de la provincia de Catania.

## Evolución demográfica
| Gráfica de evolución demográfica de Mascalucia entre 1861 y 2001 |
|                                                                  |
| Fuente ISTAT - elaboración gráfica de Wikipedia                  |